# P-40 (航空機)
P-40
トマホーク/キティホーク/ウォーホーク
P-40K-1-CU 42-46051号機
(USAAF、1940年代撮影)
- 用途：戦闘機
- 分類：陸上戦闘機
- 製造者：カーチス・ライト社
- 運用者

  -  アメリカ合衆国（陸軍航空隊、陸軍航空軍）
  -  イギリス（イギリス空軍）
  -  中華民国（国民革命軍）
  -  ソビエト連邦（赤色空軍 / 空軍・防空軍）
  -  オーストラリア（オーストラリア空軍） ほか
- 初飛行：1938年10月4日
- 生産数：13,738機
- 生産開始：1939年
- 退役：1958年（ブラジル空軍）
- 運用状況：退役
- ユニットコスト：44,892米ドル

P-40（Curtiss P-40 ）は、アメリカ合衆国のカーチス・ライト社が開発しアメリカ陸軍航空軍で運用された戦闘機。性能的には平凡な機体であったが実用性が高く常に量産体制が整っていたこともあり、連合国が劣勢であった大戦初期に重要な使命を担い、各国軍で広く運用されドイツ軍や日本軍と戦った。
愛称は三種類あるが、イギリス空軍で使用されたものの逆輸入である。アメリカでの愛称は、A型からC型までは「トマホーク (Tomahawk：インディアンが用いた斧)」、D型とE型は「キティホーク (Kittyhawk：ライト兄弟が初飛行に成功した場所)」、F型以降は「ウォーホーク (Warhawk：アメリカで「タカ派」を指すスラング)」であるが、イギリスではF型以降もキティホークと呼ばれた。

## 概要
1938年、P-36を空冷エンジンから液冷のアリソンエンジンに換装した改造型・XP-40が初飛行した。この機体は、最高速度が原型のP-36Aよりも50km/h近く（P-36Aが高度3,050mで最大速度504Km/hに対して、高度3,700mで最大時速550Km/h）も速かったので、直ちに量産命令が出てアメリカ陸軍航空隊（のちアメリカ陸軍航空軍）の主力戦闘機として採用された。武装は機首に12.7mm機銃が2挺である。
量産型のP-40は更に設計を洗練させ、単なるP-36の改造機から機体構造を見直して、最大時速を575km/h（高度4,600m）に向上させ、武装も12.7mm機銃×2に加えて、主翼へ7.62mm機銃×2に強化された。そして当時ドイツ空軍と交戦していたフランス空軍にH-75（P-36）の後継機として採用された。しかし引き渡し前にフランスが降伏、発注されていたH81-A 140機はイギリスに引き取られ、トマホークIの名で使用された。また1940年10月から引き渡された武装強化型110機（うち1機のみカナダ軍へ）がトマホークIIA（H81-A2）、増槽を使用可能にした930機がトマホークIIB（H81-A2/A3）の名で使用され、その後キティホークI（H87-A2）560機（うち72機がカナダ軍へ）が購入され使用された。以降はレンドリースとしてP-40E相当のキティホークIA（H87-A3/A4）が1500機（うち12機がカナダ軍、163機がオーストラリア軍、57機がニュージーランド軍へ）、P-40F相当のキティホークII(H87-B3)が330機（うち61機が自由フランス軍へ）、P-40K/L/M相当のキティホークIIIが616機（うち24機がカナダ軍、132機がオーストラリア軍、58機がニュージーランド空軍へ）送られ、キティホークIV（H87V/W）588機（他に35機がカナダ軍、468機がオーストラリア軍、172機がニュージーランド軍へ）がそれに続いた。この他、自由ポーランド軍やトルコ軍、ブラジル軍、南アフリカ空軍でも使用された。イギリス連邦軍のキティホークは1941年末頃から北アフリカ戦線で活動を始めたが、当初の型はドイツ軍のBf109に性能で及ばず、戦闘爆撃機として活躍した。その後の地中海の戦いでは、軽量化され性能向上したキティホークIVが空戦でも活躍するようになり、以後終戦まで使用された。
ソビエト連邦にも供与され、赤色空軍や海軍航空隊で使用された。同国ではトマホークIIA（24機）とIIB（81機）の主翼7.62mm機銃を撤去し、機首の12.7mm機銃だけにした軽量仕様で使われた。更にキティホークI（9機）、キティホークII（100機ほど）、キティホークIII（170機）、キティホークIV（130機）も送られている。
1機のP-40は、ジミー・ドゥーリトル少佐（航空隊中央地区の調達監督官補佐、1940年7月軍務復帰）がヘンリー・アーノルド陸軍少将に所望したことにより、ドゥーリトルの専用機となった。この機体に搭乗し、ドゥーリトルはワシントンD.C.や各飛行場間を移動した。
第二次大戦開戦時、基本設計が古いP-40はすでにドイツ空軍の戦闘機に性能面で見劣りするようになっていたが、当時これらになんとか対抗できる性能を持ち、かつ他国に供与できるほどの十分な生産供給体制が確立していたアメリカ陸軍機は、P-40のみであった。また、その機体構造そのものの頑丈さと防弾性能の高さ、内部機構の信頼性の高さやP-40Eから主翼へ6挺に増えた12.7mm機銃の大火力は現場からは好評であった。
日中戦争で日本軍の攻勢に苦しんでいた中華民国の蔣介石の妻で、国民党航空委員会秘書長でもあった宋美齢のアメリカ軍への呼びかけにより、中国空軍の訓練教官及びアドバイザーとして国民党政府に雇い入れられたクレア・リー・シェンノートにより、アメリカの「義勇兵」パイロットで編成されたAVG（フライング・タイガース）はP-40を129機装備し、中国軍を支援するため現地で活動した。
太平洋戦線（太平洋戦争）のフィリピンの戦い (1941-1942年)にて、アメリカ極東陸軍に配備されていたP-40C/Eは日本海軍の零式艦上戦闘機をはじめとする日本軍機の邀撃に当たったが、邀撃前に航空撃滅戦の爆撃で地上破壊された物が多く、フィリピンや撤退先のインドネシア（蘭印作戦）で出撃出来た一部の機体は、零戦や日本陸軍の一式戦闘機「隼」の空戦性能（特に低速低空での旋回性能）に遅れをとり、劣勢に立たされた。その後もソロモン諸島の戦いやニューギニアの戦い、中国戦線に投入され、日本軍機と交戦した。
連合軍は後に武装の貧弱さと高度性能の改善をはかり、マーリンエンジンを搭載したF型を投入し、これを「ウォーホーク」と称した。P-40Fは高々度において遥かに良い性能を発揮した。しかし、あまり多数のマーリンエンジンは入手できなかった。より優れたノースアメリカンP-51B/C マスタングにそのエンジンの優先権が与えられていたからである。その後も改良が続き、K型の途中からは機体の全長が後方へ51cm延びた長胴型となる。
後に軽量のP-40K、P-40L、P-40Mが開発され、最終的な、最も多量に生産されたP-40Nは軽量な機体にさらに強力な1,360hpのアリソン・エンジンを装着し、高度3,200mで608km/hに達した。
大戦中期以降、主力戦闘機の座はP-38 ライトニング、P-47 サンダーボルト、P-51 マスタングに譲ることとなったものの、大戦後期の1944年にかけ総数13,738機が生産された。1943年に初飛行した最終型のQ型は高性能を発揮したが試作に終わった。
なお、日本陸軍は南方や中国などで完全な状態のP-40EやP-40Nを数機鹵獲し、内地に送りテスト飛行や研究用に使用したほか、果てはP-40のスロットル・レバーのバネに至るまでコピーされた。1943年に羽田空港で開催された鹵獲機展示会で一般向けに公開されている。また、西宮に在った「国民航空練成場（のちの西宮航空園）」にも鹵獲機が展示されていた。さらに1943年公開の航空映画『愛機南へ飛ぶ』、1944年公開の航空映画『加藤隼戦闘隊』には同じく鹵獲されていたF2A バッファローとともに一式戦「隼」の敵機役として「出演」した。ビルマ戦線のラングーンでは、防空を目的として少数の鹵獲P-40Eによる臨時戦闘隊が飛行第50戦隊の高野明中尉以下4名の操縦者と整備隊で結成された。しかし初陣の夜間迎撃では飛行第12戦隊所属の九七式重爆撃機を誤って不時着大破させるなど活躍することなく、3ヶ月後の5月26日に解散している。1943年11月当時大学生だった佐々木陸軍少尉は、陸軍航空技術研究所で鹵獲展示されたP-40に搭乗。防弾装備と、小便を機外に排出するため操縦席に備え付けられた蛇腹状の管を見て、人間工学を配慮した設計に感銘を受けている。
P-40は、シャークティース（当時はシャークマウス）が最初に描かれた米軍の機体としても知られている。軍用機へのシャークティースペイントはメッサーシュミットBf109初期型が最初ではあるが、P-40の機首下部には大きなラジエーターが取り付けられており、機首全体がサメの頭のような形をしていたことから北アフリカの英軍がペイントを施し、そこからオーストラリア軍、そのオーストラリア軍の写真が掲載されたインドの刊行物を手にしたAVGの隊員が自らのP-40にサメの口を描いたことから「P-40といえばシャークティース」といわれるほど拡散していった。やがてベトナム戦争が勃発すると、前線に投入されたF-4 ファントムIIのノーズを、シャークティースが彩るようになった。

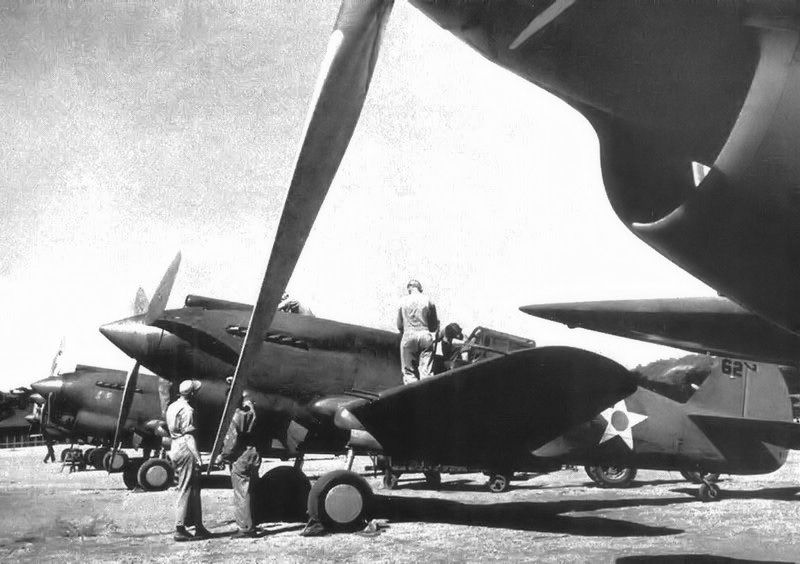
1941年、フィリピンにおける第20追撃飛行隊のP-40B
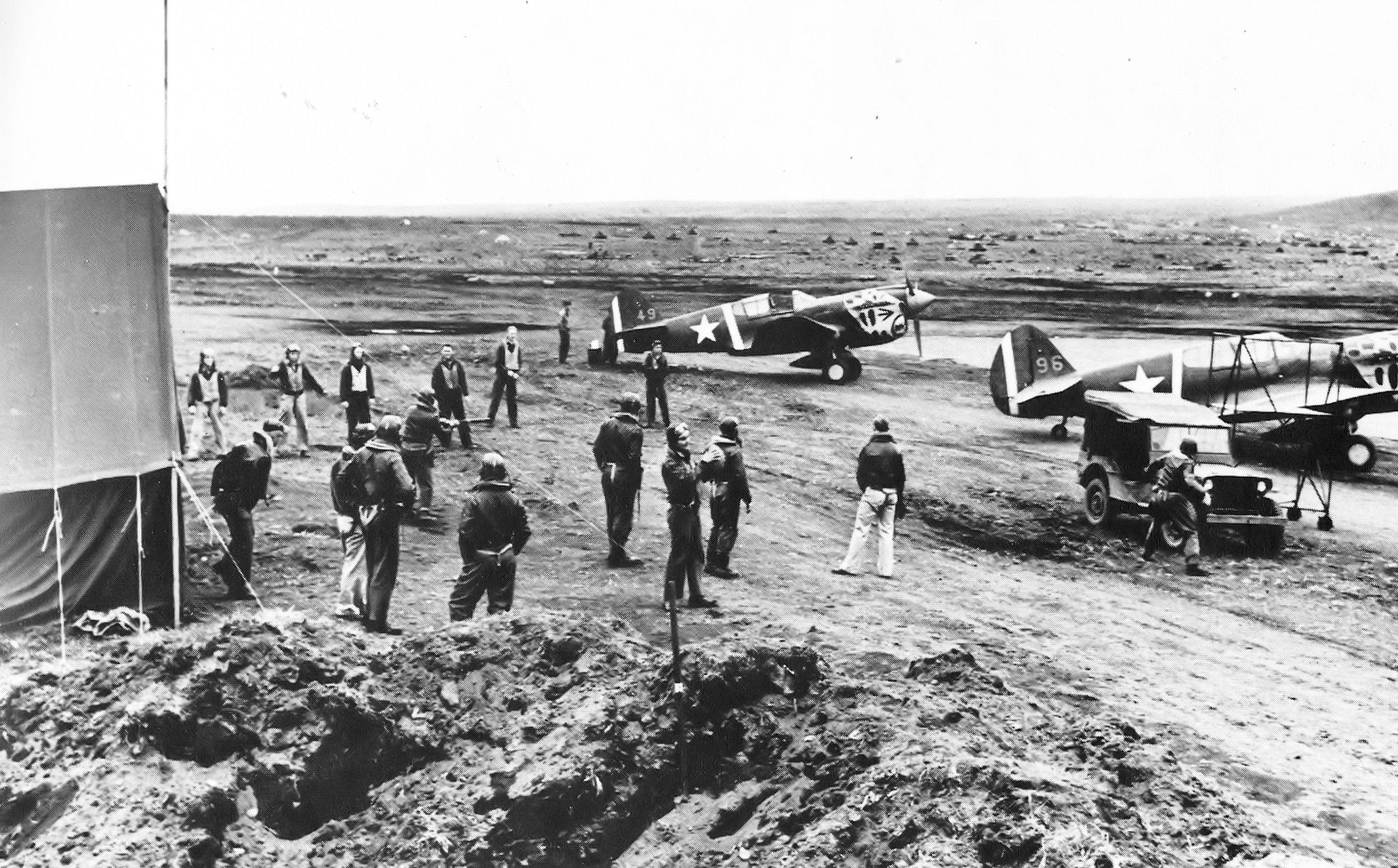
1942年、アラスカにおける第11戦闘飛行隊のP-40
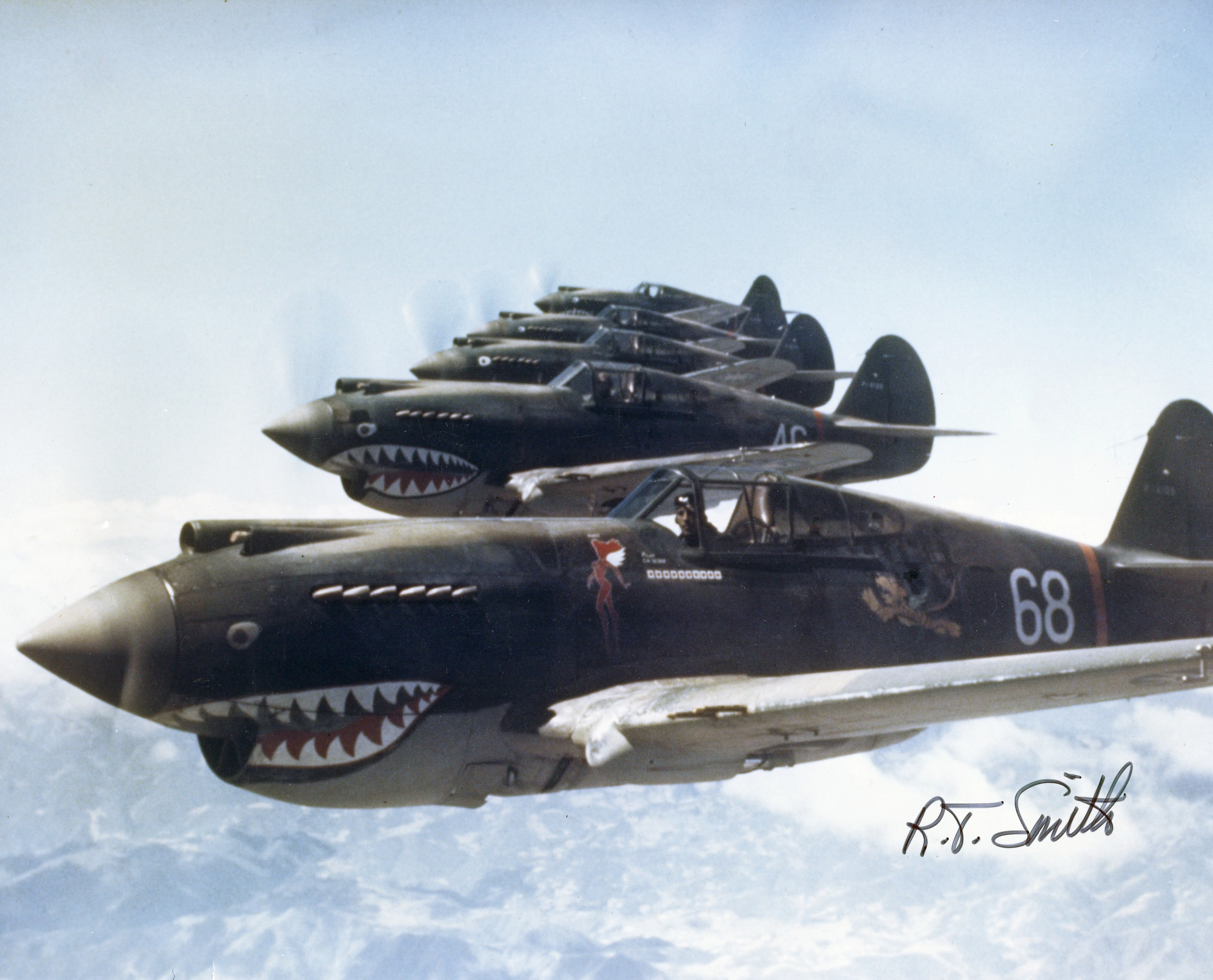
1942年、AVGのP-40B/C
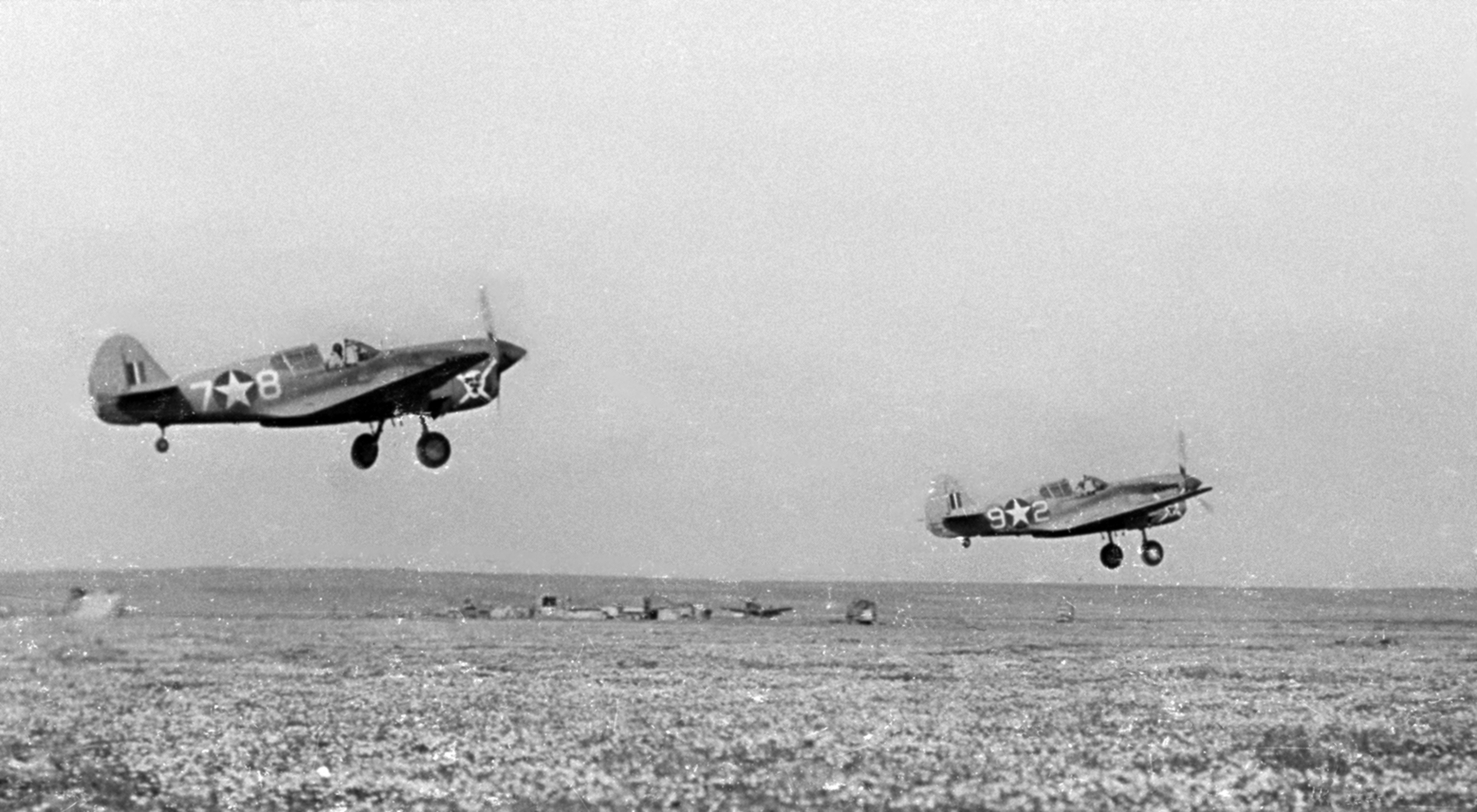
1942年ないし43年頃、北アフリカにおける第66戦闘飛行隊のP-40F
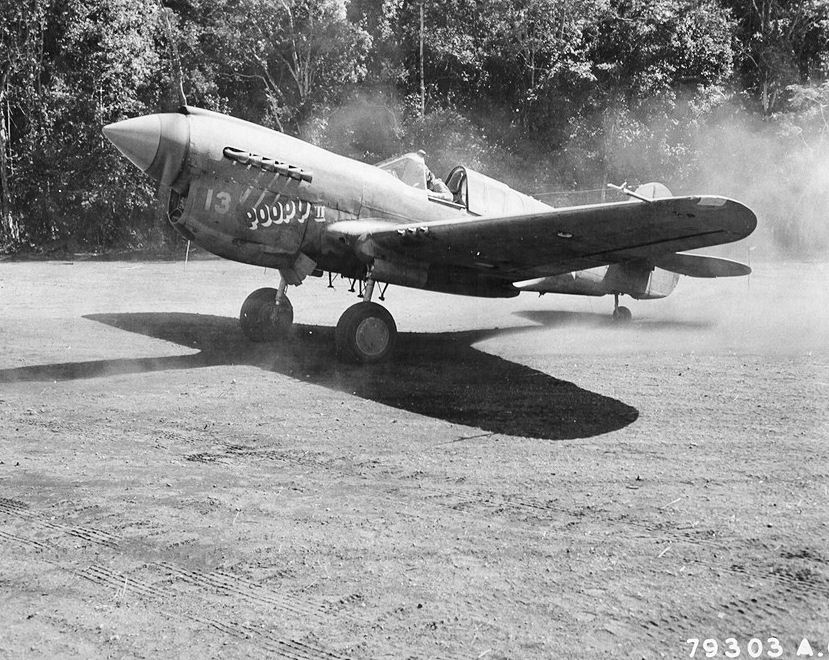
1943年、ニューギニアにおける第7戦闘飛行隊のP-40E
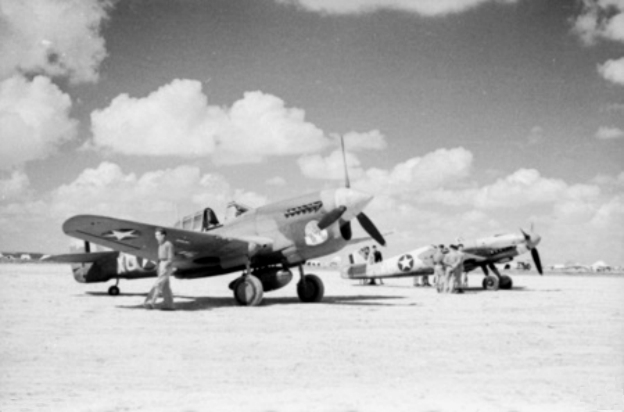
1943年、チュニジアにて鹵獲したMe 109Gとともに写るP-40F
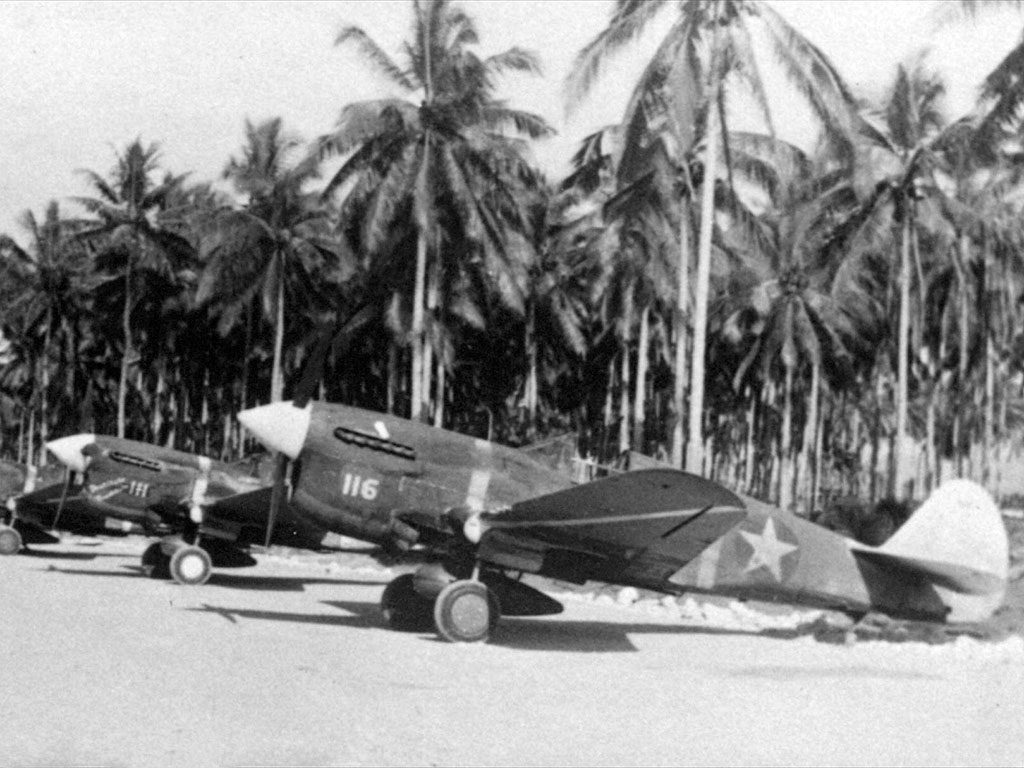
1943年、ソロモンで活躍した第18戦闘航空群第44戦闘飛行隊のP-40M

## 派生型

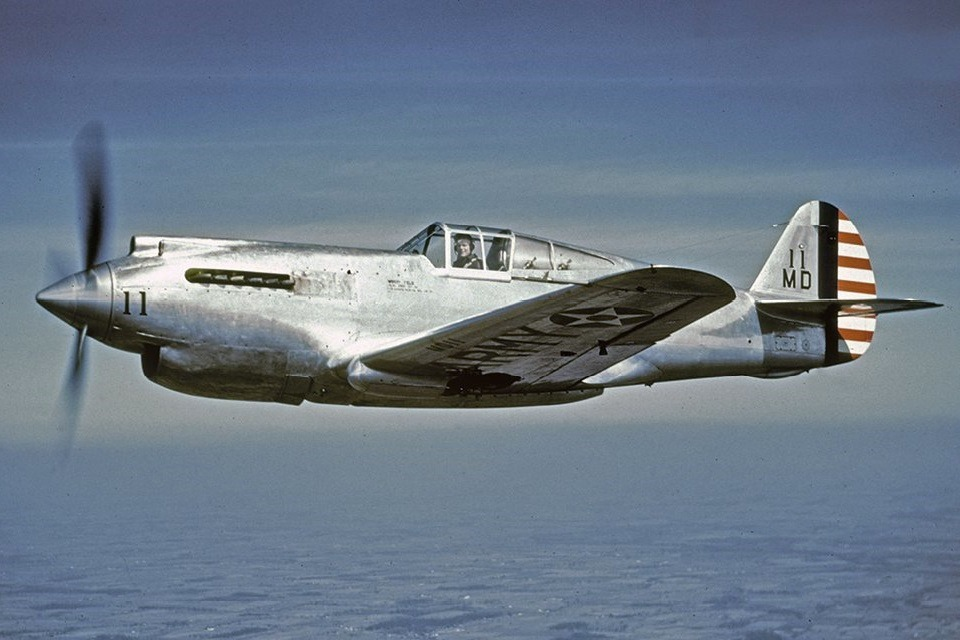
XP-40
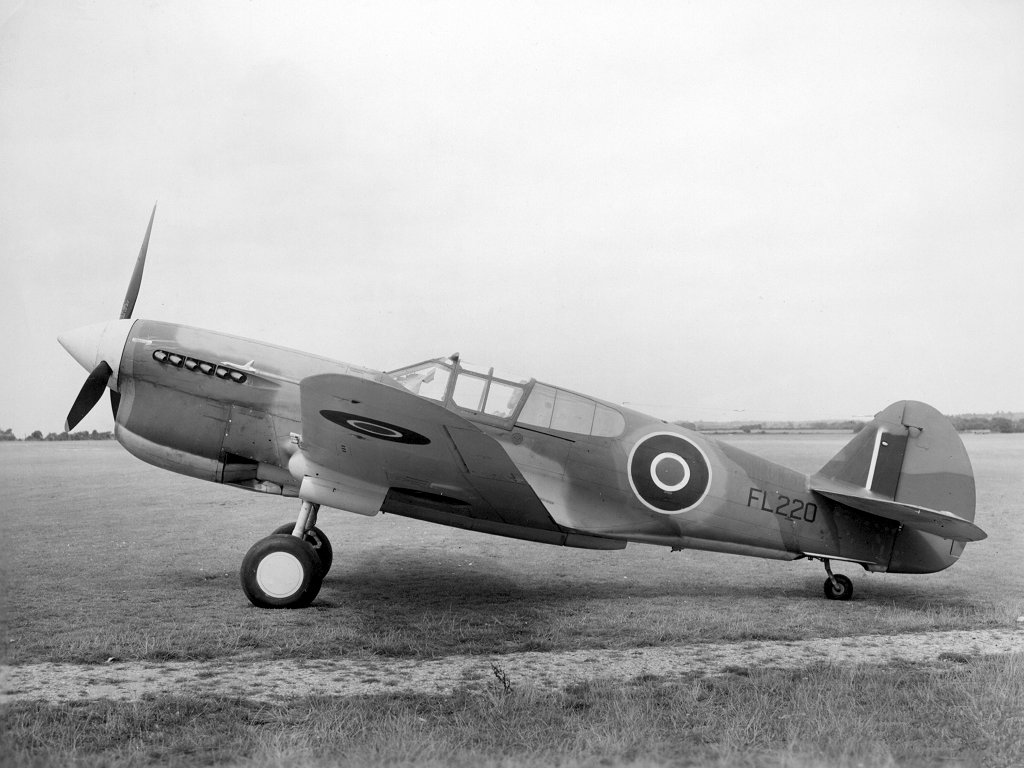
キティホーク Mk II
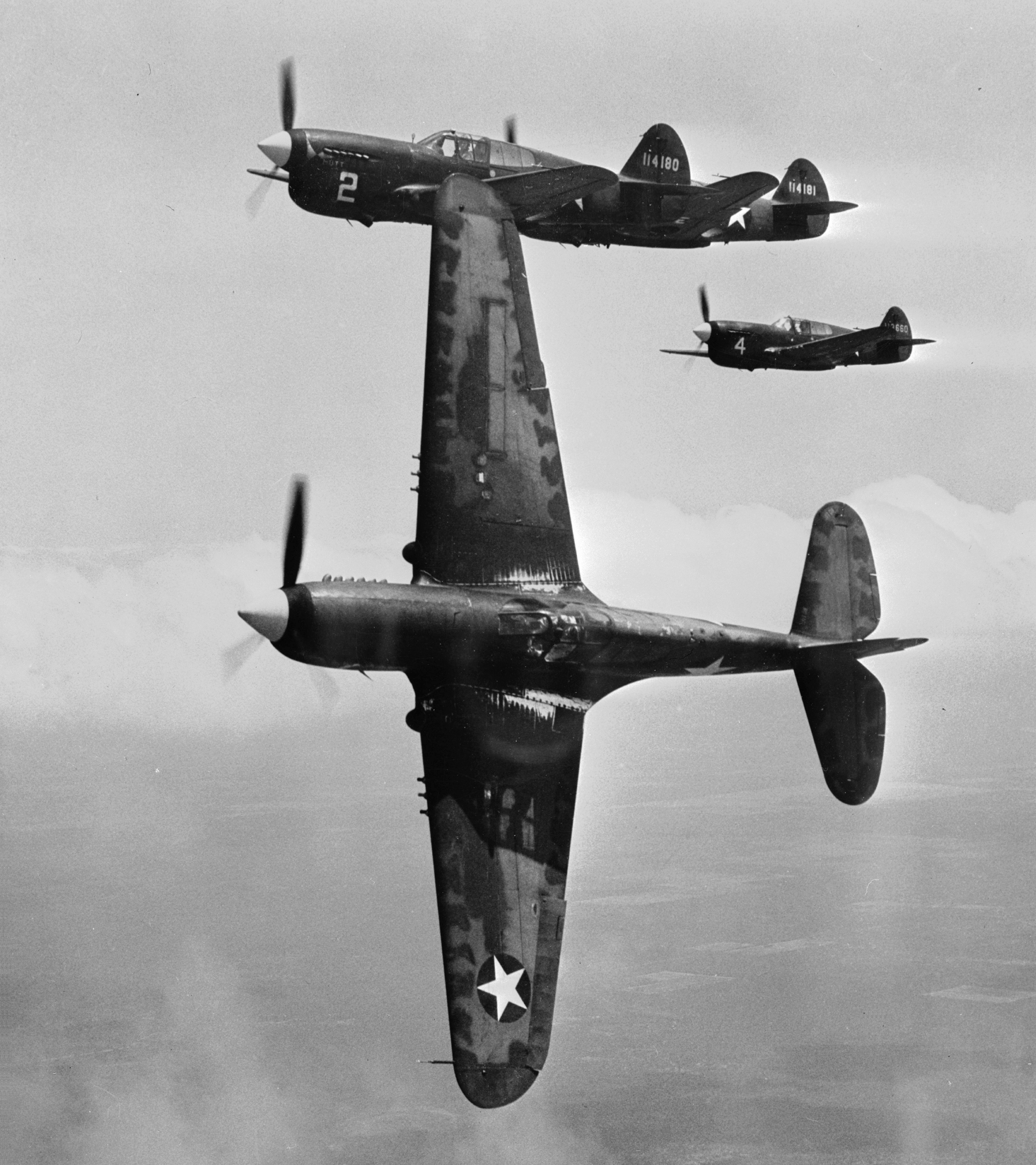
P-40F
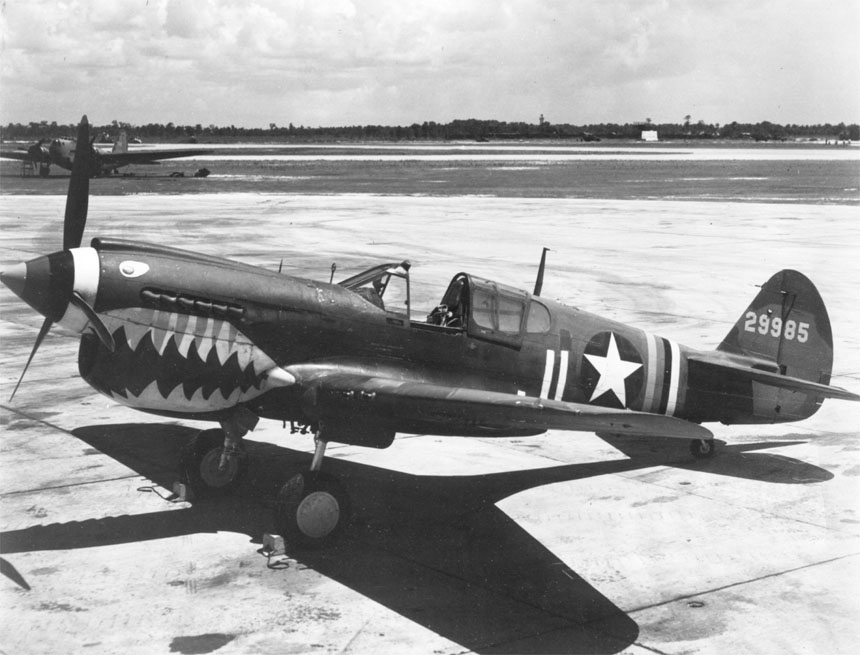
P-40K
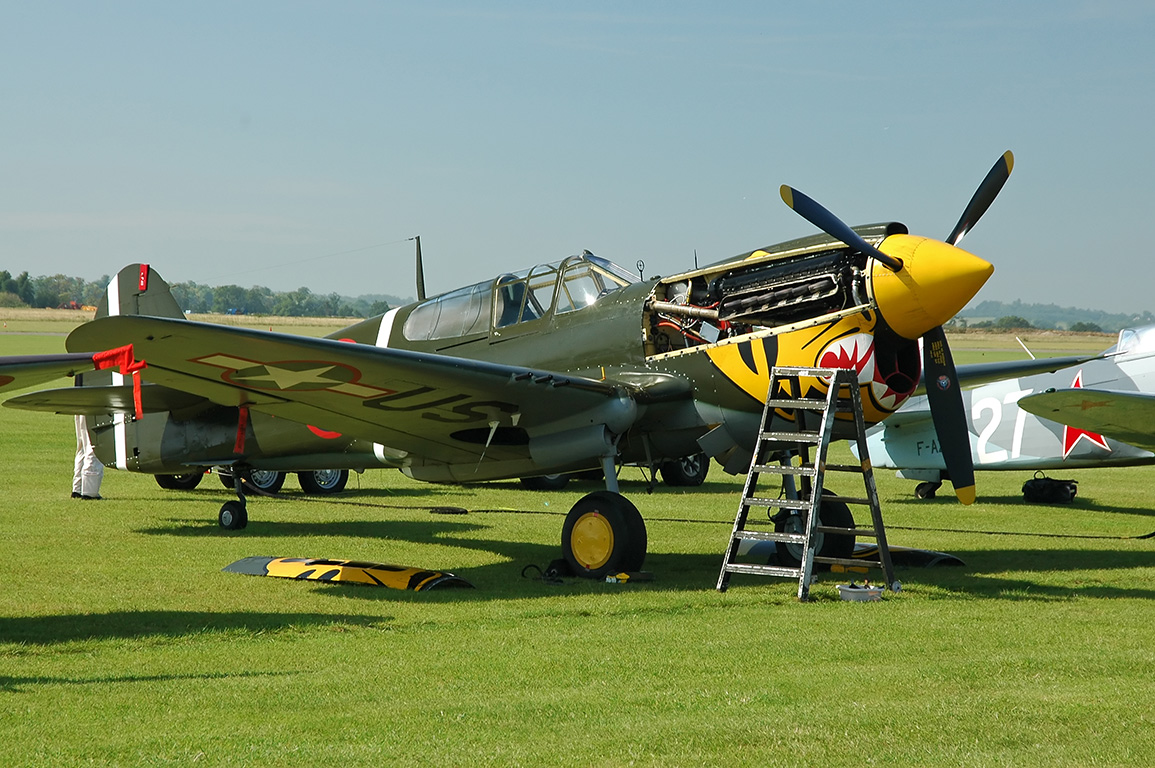
P-40M

XP-40
P-40の試作機。P-36hawkを基に作成。
P-40
初期量産型。199機中、P-40A（1機）、P-40G（44機）に改修。残りはRP-40と改称。XP-40と比較して、最大速度は575km/h（高度4,600m）に向上している。
トマホークI
フランス空軍向けのP-40を、フランス降伏によりイギリス空軍が受領した機体。
トマホークII
トマホークIの改良型。
P-40A
非制式の写真偵察機。1機のみの改造。RP-40とは異なる。
P-40B
翼内7.62mm M2機銃を各1挺増、計4挺に。防弾燃料タンク採用。131機生産。
トマホークIIA
イギリス空軍向けのP-40B。翼内武装7.7mm機銃×4挺。
P-40C
燃料タンク防弾装備の改良。ただし飛行性能は犠牲となった。数機生産。
トマホークIIB
イギリス空軍向けのP-40C。
P-40D
エンジンを換装（V-1710-39(-F3R)）し、一部の機体は武装を20mm AN-M2 2門に換装、防弾設備の改良などを行うが22機の生産のみ。
P-40E
翼内12.7mm M2機銃×6挺に変更。2,320機が生産された。
キティホークI
フランス空軍発注のP-40D。イギリス空軍が560機購入。
キティホークIA
イギリス空軍向け（供与）のP-40E-1。
P-40F
翼内12.7mm M2機銃×6挺。発動機をマーリン28型（パッカードV-1650-1）に換装。F-5から胴体後部を長胴化。1,311機生産された。
P-40 試作双発重戦闘機
1942年にカーチス・ライト社が、グラマンXF5F-1とXP-50、I.M.A.M. Ro.57、ウェストランド ホワールウィンドなどに対抗して、P-40をベースに構想した双発機。社内プロジェクトなので識別記号や公式名称は無かった。
P-40Cのシリアルナンバー「41-13456」の機体、P-40Dのコックピット、2基のパッカードV-1650-1/マーリンXXエンジン、2基のP-40Fのノーズカウリング、などの実機部品を流用して、モックアップ（実動を目的としない模型）が製造された。主脚はP-40Cのままであったと推測されている。エンジンを主脚の外側の主翼途上に設置するので、翼面積も25%ほど減ったであろうと推測されている。実際に飛行していたら縦方向の安定性と離着陸性能が悪かったであろうと推測されている。
全長9.65 m、全幅11.3 m、全高3.76 m、翼面積21.2 m2。右後方からの写真が一枚だけ存在している。この機体に関する三面図の類は、この写真を基に描き起こされた想像上の産物である。一つ目のリンク先の画像には、「国立航空宇宙博物館」とのキャプションがある。
キティホークII
イギリス空軍向け（供与）のP-40FあるいはP-40L。
P-40G
P-40にトマホークIIAの7.7mm機銃×4挺仕様の主翼、防弾鋼板・防弾ガラスを装備。試作1機+43機改修。
P-40J
高高度戦闘機型。排気タービン装備予定。計画のみ。
P-40K
E型のエンジン換装型（V-1710-73）。安定性向上のため垂直安定板前縁にフィン追加（短胴型）。K-10から胴体尾部を長胴化。
P-40L
F型の軽量化型。期待されたほどの性能向上はなかった。
P-40M
K型（長胴型）のエンジン換装型（V-1710-81(-F20R)）。
キティホークIII
イギリス空軍向け（供与）のP-40K-1あるいはP-40LまたはP-40M。
P-40N
軽量化された最終生産型。約5,000機生産。N-2以降新型キャノピーに改装。
キティホークIV
イギリス空軍向け（供与）のP-40N。一部ソ連にも渡る。
TP-40N
P-40Nの胴体燃料タンクを廃し、複座化した練習機型。
P-40P
マーリンエンジンで計画されるが実現せず、P-40N-1/-5となる（のちのN-40、4翅プロペラ化など諸説あり）。
XP-40Q
2段式スーパーチャージャー装備のV-1710-121に換装、水滴型風防装備、冷却システム更新など徹底改良された試作機。最高速度680km/hを出すP-40最高性能モデルだが、P-51などの新鋭機には及ばないため採用されなかった。
P-40R
F型・L型のV-1650-1をV-1710-81に換装したタイプ。計123機の改修にとどまり、主に訓練用に運用。
- XP-40
- キティホーク Mk II
- P-40F
- P-40K
- P-40M

## 諸元

P-40Eの三面図

| 制式名称     | P-40                                            | P-40E                                      | P-40L                                              | P-40N                                         |
| ------------ | ----------------------------------------------- | ------------------------------------------ | -------------------------------------------------- | --------------------------------------------- |
| 全幅         | 11.35m                                          | 11.35m                                     | 11.35m                                             | 11.37m                                        |
| 全長         | 9.65m                                           | 9.49m                                      | 9.49m                                              | 10.15m                                        |
| 全高         | 3.22m                                           | 3.22m                                      | 3.32m                                              | 3.77m                                         |
| 翼面積       | -                                               | -                                          | -                                                  | 21.92m2                                       |
| 翼面荷重     | kg/m2                                           | 171kg/m2                                   | kg/m2                                              | kg/m2                                         |
| 自重         | 2,439kg                                         | 2,880kg                                    | 2,939kg                                            | 2,812kg                                       |
| 正規全備重量 | -                                               | -                                          | -                                                  | 4,014kg                                       |
| 発動機       | V-1710-33液冷V型12気筒（離昇1,040馬力）1基      | V-1710-39液冷V型12気筒（離昇1,150馬力）1基 | V-1650-1 マーリン液冷V型12気筒（離昇1,300馬力）1基 | V-1710-39液冷V型12気筒（離昇1,150馬力）1基    |
| 最高速度     | 575km/h（高度5,000m）                           | 589km/h（高度5,000m）                      | 595km/h（高度5,000m）                              | 563km/h（高度5,000m） 608km/h（高度10,500m）  |
| 上昇力       | -                                               | -                                          | -                                                  | 5,000mまで7分42秒                             |
| 実用上昇限度 | 9,982m                                          | 8,839m                                     | 10,973m                                            | 9,450m                                        |
| 航続距離     | 2,253km                                         | 1,529km                                    | 2,213km                                            | 1,207km（落下式増槽装備時）                   |
| 武装         | 翼内 M1919 7.7mm機関銃2梃 AN/M2 12.7mm機関砲2門 | 翼内 AN/M2 12.7mm機関砲6門                 | 翼内 AN/M2 12.7mm機関砲4ないし6門                  | 翼内 AN/M2 12.7mm機関砲6門（携行弾数各280発） |
| 爆装         | 54kg（120lb）爆弾1発                            | 227kg（500lb）爆弾1発                      | 318kg（700lb）爆弾1発                              | 227kg（500lb）爆弾3発                         |
| 生産数       | 199機                                           | 190機                                      | 700機                                              | 5,219機                                       |

## 運用国
オーストラリア
 ブラジル
 カナダ
 中華民国
 エジプト
 フィンランド

 フランス
 インドネシア
 日本
 オランダ
 ニュージーランド
 ポーランド
 南アフリカ
 ソビエト連邦
 トルコ
 イギリス
 アメリカ

## 現存する機体
現在、多数のP-40がアメリカを中心に現存しており、かなりの数の機体が飛行可能な保存状態にある。
| 型名                                         | 番号                           | 機体写真 | 所在地                                  | 所有者                                                                                                   | 公開状況 | 状態     | 備考                                             |
| -------------------------------------------- | ------------------------------ | -------- | --------------------------------------- | --- | -------- | -------- | ------------------------------------------------ |
| P-40B-1-CU                                   | 41-13297 16073                 |          | アメリカ マサチューセッツ州             | コリングス・ファウンデーション                                                                           | 公開     | 飛行可能 |                                                  |
| P-40C-1-CU                                   | 41-13357 16161                 |          | イギリス ケンブリッジシャー州           | ザ・ファイター・コレクション                                                                             | 公開     | 飛行可能 |                                                  |
| P-40C-1-CU トマホーク Mk.I                   | AH744 14449                    |          | イギリス タイン・アンド・ウィア州       | ノースイースト陸海空博物館                                                                               | 公開     | 静態展示 |                                                  |
| P-40C-1-CU (トマホーク Mk.IIb)               | 41-13390 AH935 16194           |          | アメリカ ワシントン州                   | フライング・ヘリテージ・コレクション オーナー：ポール・ガードナー・アレン氏                              | 公開     | 飛行可能 |                                                  |
| ホーク 81A-3 (P-40C-1-CU) トマホーク Mk.IIb  | 41-14737 AK255 14737           |          | アメリカ フロリダ州                     | 国立海軍航空博物館                                                                                       | 公開     | 静態展示 | P-40Bとして展示されている。                      |
| ホーク 81A-3 (P-40C-1-CU) トマホーク Mk.IIb  | AK295 14777                    | 写真     | アメリカ テキサス州                     | ルイス・エア・レジェンズ オーナー：ロドニー・レイ・ルイス氏                                              | 非公開   | 飛行可能 |                                                  |
| ホーク 81A-3 (P-40C-1-CU) トマホーク Mk.IIb  | AK301 14783                    |          | アメリカ ジョージア州                   | ザ・カーティス・ホーク・ファクトリー (The Curtiss Hawk Factory) オーナー：トム・ウィルソン氏(Tom Wilson) | 非公開   | 修復中   |                                                  |
| ホーク 81A-3 (P-40C-1-CU) トマホーク Mk.IIb  | AK302 14784                    |          | アメリカ ヴァージニア州                 | ザ・ファイター・ファクトリー (The Fighter Factory)                                                       | 非公開   | 修復中   |                                                  |
| ホーク 81A-3 (P-40C-1-CU) トマホーク Mk.IIb  | AK498 15451                    | 写真     | タイ バンコク                           | タイ王国空軍博物館                                                                                       | 公開     | 静態展示 |                                                  |
| ホーク 87A-3 (P-40E-1-CU) キティホーク Mk.Ia | AK752 15133                    |          | アメリカ モンタナ州                     | ストーンヘンジ航空博物館                                                                                 | 公開     | 飛行可能 |                                                  |
| ホーク 87A-3 (P-40E-1-CU) キティホーク Mk.Ia | AK753 15134                    | 写真     | アメリカ ノースダコタ州                 | ダコタ・ウォーホーク有限会社 (Dakota Warhawk LLC)                                                        | 公開     | 飛行可能 |                                                  |
| ホーク 87A-3 (P-40E-1-CU) キティホーク Mk.Ia | AK803 15184                    | 写真     | アメリカ カリフォルニア州               | プラチナム・ファイター・セールス                                                                         | 非公開   | 飛行可能 |                                                  |
| ホーク 87A-3 (P-40E-1-CU) キティホーク Mk.Ia | AK827 15208                    |          | アメリカ カリフォルニア州               | ヤンクス航空博物館                                                                                       | 公開     | 飛行可能 | 41-36483号機の塗装で展示されている。             |
| ホーク 87A-3 (P-40E-1-CU) キティホーク Mk.Ia | AK863 15244                    |          | アメリカ ミネソタ州                     | フェイゲン・ファイターズ第二次大戦博物館                                                                 | 公開     | 飛行可能 |                                                  |
| ホーク 87A-3 (P-40E-1-CU) キティホーク Mk.Ia | AK875 15349                    |          | アメリカ ヴァージニア州                 | 国立航空宇宙博物館 スティーヴン・F・ウドヴァーヘイジーセンター                                           | 公開     | 静態展示 |                                                  |
| ホーク 87A-3 (P-40E-1-CU) キティホーク Mk.Ia | AK905 15376                    |          | アメリカ イリノイ州                     | フラスカ航空博物館 (フラスカ航空社)                                                                      | 公開     | 飛行可能 |                                                  |
| ホーク 87A-3 (P-40E-1-CU) キティホーク Mk.Ia | AK933 15404                    |          | アメリカ アイダホ州                     | ウォーホーク航空博物館                                                                                   | 公開     | 飛行可能 |                                                  |
| ホーク 87A-3 (P-40E-1-CU) キティホーク Mk.Ia | AK940 15411                    |          | アメリカ カリフォルニア州               | バンタ航空株式会社 (Banta Aviation Corp)                                                                 | 公開     | 飛行可能 |                                                  |
| ホーク 87A-3 (P-40E-1-CU) キティホーク Mk.Ia | AK979 RCAF 1064 18723          |          | アメリカ ハワイ州                       | 真珠湾航空博物館                                                                                         | 公開     | 静態展示 | この博物館にはレプリカもある。                   |
| ホーク 87A-3 (P-40E-1-CU) キティホーク Mk.Ia | 42-65406 AK987 RCAF 1068 18731 |          | アメリカ オハイオ州                     | 国立アメリカ空軍博物館                                                                                   | 公開     | 静態展示 |                                                  |
| ホーク 87A-3 (P-40E-1-CU) キティホーク Mk.Ia | AL135 RCAF 1076 18780          |          | カナダ オンタリオ州                     | カナダ航空宇宙博物館                                                                                     | 公開     | 静態展示 |                                                  |
| ホーク 87A-3 (P-40E-1-CU) キティホーク Mk.Ia | AL152 18796                    |          | アメリカ ニューメキシコ州               | ウォー・イーグルス航空博物館                                                                             | 公開     | 静態展示 |                                                  |
| ホーク 87A-3 (P-40E-1-CU) キティホーク Mk.Ia | AL171 18810                    |          | アメリカ フロリダ州                     | ファンタジー・オブ・フライト オーナー：カーミット・ウィークス氏                                          | 非公開   | 修復中   |                                                  |
| キティホーク Mk.Ia P-40E-1-CU                | A29-28 41-5336 16328           |          | オーストラリア ヴィクトリア州           | オーストラリア空軍博物館                                                                                 | 公開     | 静態展示 |                                                  |
| キティホーク Mk.Ia P-40E-1-CU                | A29-71 41-5632 16624           |          | オーストラリア ヴィクトリア州           | ベンジャミン・ソーンダース氏                                                                             | 非公開   | 修復中   |                                                  |
| キティホーク Mk.Ia P-40E-1-CU                | 41-5709 16701                  |          | アメリカ テキサス州                     | テキサス・フライング・レジェンズ博物館                                                                   | 非公開   | 飛行可能 |                                                  |
| キティホーク Mk.Ia P-40E-1-CU                | 41-13521 15321                 |          | アメリカ オレゴン州                     | エリクソン航空機コレクション                                                                             | 公開     | 飛行可能 |                                                  |
| キティホーク Mk.Ia P-40E-1-CU                | A29-53 41-13522 16738          |          | オーストラリア ヴィクトリア州           | オーストラリア国立航空博物館                                                                             | 非公開   | 修復中   |                                                  |
| P-40E-1-CU キティホーク Mk.Ia                | 41-13570 16786                 |          | ニュージーランド オークランド           | パイオニア・エアロ財団                                                                                   | 非公開   | 修復中   |                                                  |
| P-40E-1-CU キティホーク Mk.Ia                | 41-25158 ET482 NZ3009 19177    |          | ニュージーランド オマカ                 | エア・タイト・トラスト (Air Tight Trust)                                                                 | 非公開   | 飛行可能 |                                                  |
| P-40E-1-CU キティホーク Mk.Ia                | 41-25163 ET487 A29-94 19182    |          | アメリカ アリゾナ州                     | ピマ航空宇宙博物館                                                                                       | 公開     | 静態展示 |                                                  |
| P-40E-1-CU キティホーク Mk.Ia                | 41-35927 ET573 18448           |          | アメリカ ヴァージニア州                 | 軍事航空博物館                                                                                           | 公開     | 飛行可能 |                                                  |
| P-40E-1-CU キティホーク Mk.Ia                | 41-35928 ET574 18449           | 写真     | エジプト マトルーフ県                   | エル・アラメイン軍事博物館 (El Alamein Military Museum)                                                  | 公開     | 静態展示 | [ 注釈 5 ]                                       |
| P-40E-1-CU                                   | 41-35984 ET630 18505           |          | アメリカ カンザス州                     | ケネス・A・ヘイク氏 (Kenneth A. Hake)                                                                    | 非公開   | 修復中   |                                                  |
| P-40E-1-CU キティホーク Mk.Ia                | 41-36084 ET730 A29-133 18605   |          | オーストラリア キャンベラ               | オーストラリア戦争記念館                                                                                 | 公開     | 静態展示 |                                                  |
| P-40E-1-CU キティホーク Mk.Ia                | 41-36385 EV131 NZ3039 20218    |          | ニュージーランド オークランド           | 輸送技術博物館                                                                                           | 公開     | 静態展示 |                                                  |
| P-40E-1-CU キティホーク Mk.Ia                | 41-36843 EV589 19364           |          | オーストラリア ニューサウスウェールズ州 | ミュレー・グリフィス氏 (Murray Griffiths)                                                                | 非公開   | 修復中   |                                                  |
| P-40E-?-CU                                   | 4?-?????                       |          | アメリカ ルイジアナ州                   | 国立第二次世界大戦博物館                                                                                 | 公開     | 静態展示 |                                                  |
| P-40F-1-CU                                   | 41-14112                       |          | オーストラリア ヴィクトリア州           | オールド・エアロプレイン社                                                                               | 非公開   | 飛行可能 |                                                  |
| P-40F-1-CU                                   | 41-14205                       |          | ニュージーランド クライストチャーチ     | ニュージーランド空軍博物館                                                                               | 公開     | 静態展示 |                                                  |
| P-40F-15-CU                                  | 41-19841 19503                 |          | イギリス ケンブリッジシャー州           | ザ・ファイター・コレクション                                                                             | 公開     | 飛行可能 |                                                  |
| P-40K-1-CU                                   | 42-45984                       |          | アメリカ アリゾナ州                     | ピマ航空宇宙博物館                                                                                       | 公開     | 修復中   |                                                  |
| P-40K-5-CU                                   | 42-9733 21117                  |          | アメリカ ケンタッキー州                 | トム・ブレイア氏(Tom Blair)                                                                              | 公開     | 飛行可能 |                                                  |
| P-40K-5-CU                                   | 42-9749 21133                  |          | アメリカ マサチューセッツ州             | コリングス・ファウンデーション                                                                           | 公開     | 飛行可能 | TP-40Nとして展示するために複座に改修されている。 |
| P-40K-10-CU                                  | 42-10083 21467                 |          | アメリカ ミネソタ州                     | フェイゲン・ファイターズ第二次大戦博物館                                                                 | 公開     | 飛行可能 |                                                  |
| P-40K-10-CU                                  | 42-10178 A29-183 21562         |          | アメリカ アリゾナ州                     | ピマ航空宇宙博物館                                                                                       | 非公開   | 保管中   |                                                  |
| P-40K-10-CU                                  | 42-10256 21640                 |          | アメリカ テキサス州                     | テキサス・フライング・レジェンズ博物館                                                                   | 非公開   | 飛行可能 |                                                  |
| P-40L-15-CU                                  | 42-10857                       |          | イタリア ラティーナ県                   | ピアナ・デッレ・オルメ博物館                                                                             | 公開     | 静態展示 |                                                  |
| P-40M-10-CU                                  | 43-5788 27466                  |          | アメリカ テキサス州                     | テキサス航空博物館                                                                                       | 非公開   | 修復中   |                                                  |
| P-40M-10-CU                                  | 43-5795 27483                  |          | アメリカ ニューヨーク州                 | アメリカ航空戦力博物館                                                                                   | 公開     | 飛行可能 |                                                  |
| P-40M-10-CU キティホーク Mk.III              | 43-5802 RCAF 840 27490         |          | イギリス エセックス州                   | ハンガー11コレクション                                                                                   | 非公開   | 飛行可能 |                                                  |
| P-40M-10-CU                                  | 43-5813 NZ3119 27501           | 写真     | アメリカ オハイオ州                     | 3州ウォーバード博物館                                                                                    | 公開     | 飛行可能 |                                                  |
| P-40N-1-CU                                   | 42-104687 NZ3125 28449         |          | オーストラリア ニューサウスウェールズ州 | アラン・アーサー氏 (Alan Arthur)                                                                         | 非公開   | 飛行可能 |                                                  |
| P-40N-1-CU キティホーク Mk.IV                | 42-104730 A29-448 28492        |          | ニュージーランド メルボルン             | ザ・キティホーク・パートナーシップ                                                                       | 非公開   | 飛行可能 |                                                  |
| P-40N-1-CU                                   | 42-104818 A29-405 28580        |          | アメリカ オハイオ州                     | マップス航空博物館                                                                                       | 非公開   | 修復中   |                                                  |
| P-40N-1-CU                                   | 42-104827 A29-414 28589        |          | カナダ オンタリオ州                     | 6575331・カナダ社 (6575331 Canada Inc)                                                                   | 非公開   | 飛行可能 |                                                  |
| P-40N-5-CU                                   | 42-104947 28709                |          | オーストラリア ヴィクトリア州           | プレシジョン・エアモーティヴ非公開株式会社 (Precision Airmotive Pty Ltd)                                 | 非公開   | 修復中   |                                                  |
| P-40N-5-CU                                   | 42-104954 28716                |          | オーストラリア ヴィクトリア州           | エドウィン・セドグマン氏 (Edwin Sedgman)                                                                 | 非公開   | 修復中   |                                                  |
| P-40N-5-CU                                   | 42-104961 28723                |          | アメリカ アリゾナ州                     | ピマ航空宇宙博物館                                                                                       | 非公開   | 修復中   |                                                  |
| P-40N-5-CU                                   | 42-104977 28739                |          | アメリカ テキサス州                     | ジョン・デイヴィス・3氏 (John Davis III)                                                                 | 非公開   | 飛行可能 |                                                  |
| P-40N-5-CU キティホーク Mk.IV                | 42-105192 28954                |          | アメリカ カリフォルニア州               | プレーンズ・オブ・フェイム航空博物館                                                                     | 公開     | 飛行可能 |                                                  |
| P-40N-5-CU                                   | 42-105270 29032                |          | アメリカ ユタ州                         | ヒル航空宇宙博物館                                                                                       | 公開     | 静態展示 |                                                  |
| P-40N-5-CU                                   | 42-105915 29677                |          | フランス パリ                           | クリスティアン・アマラ氏 (hristian Amara)                                                                | 非公開   | 飛行可能 |                                                  |
| P-40N-5-CU                                   | 42-105927 29689                |          | アメリカ ジョージア州                   | ミュージアム・オヴ・エイヴィエーション                                                                   | 公開     | 静態展示 |                                                  |
| P-40N-5-CU キティホーク Mk.IV                | 42-106101 A29-556 29863        |          | イギリス ロンドン館                     | イギリス空軍博物館ロンドン館                                                                             | 公開     | 静態展示 |                                                  |
| P-40N-15-CU キティホーク Mk.IV               | 42-106396 30158                |          | アメリカ アイダホ州                     | ウォーホーク航空博物館                                                                                   | 公開     | 飛行可能 |                                                  |
| P-40N-25-CU                                  | 43-24362 32301                 |          | アメリカ ニューヨーク州                 | グレン・H・カーティス博物館                                                                              | 公開     | 修復中   |                                                  |
| P-40N-30-CU                                  | 44-7084 32824                  |          | アメリカ カリフォルニア州               | パームスプリングス航空博物館                                                                             | 公開     | 飛行可能 |                                                  |
| P-40N-30-CU                                  | 44-7192 32932                  |          | アメリカ ワシントン州                   | ミュージアム・オブ・フライト                                                                             | 公開     | 静態展示 |                                                  |
| P-40N-30-CU                                  | 44-7369 33109                  |          | アメリカ カリフォルニア州               | キャヴァナー航空博物館                                                                                   | 公開     | 飛行可能 |                                                  |
| P-40N-35-CU                                  | 44-7619 33359                  |          | アメリカ ミシガン州                     | エア・ズー航空宇宙科学博物館                                                                             | 公開     | 静態展示 |                                                  |
| P-40N-35-CU                                  | 44-7700 33440                  |          | ブラジル リオデジャネイロ               | 航空宇宙博物館                                                                                           | 公開     | 静態展示 |                                                  |
| TP-40N-40-CU                                 | 44-47923 33915                 |          | アメリカ フロリダ州                     | ファンタジー・オブ・フライト                                                                             | 公開     | 飛行可能 |                                                  |

## 登場作品

### 映画

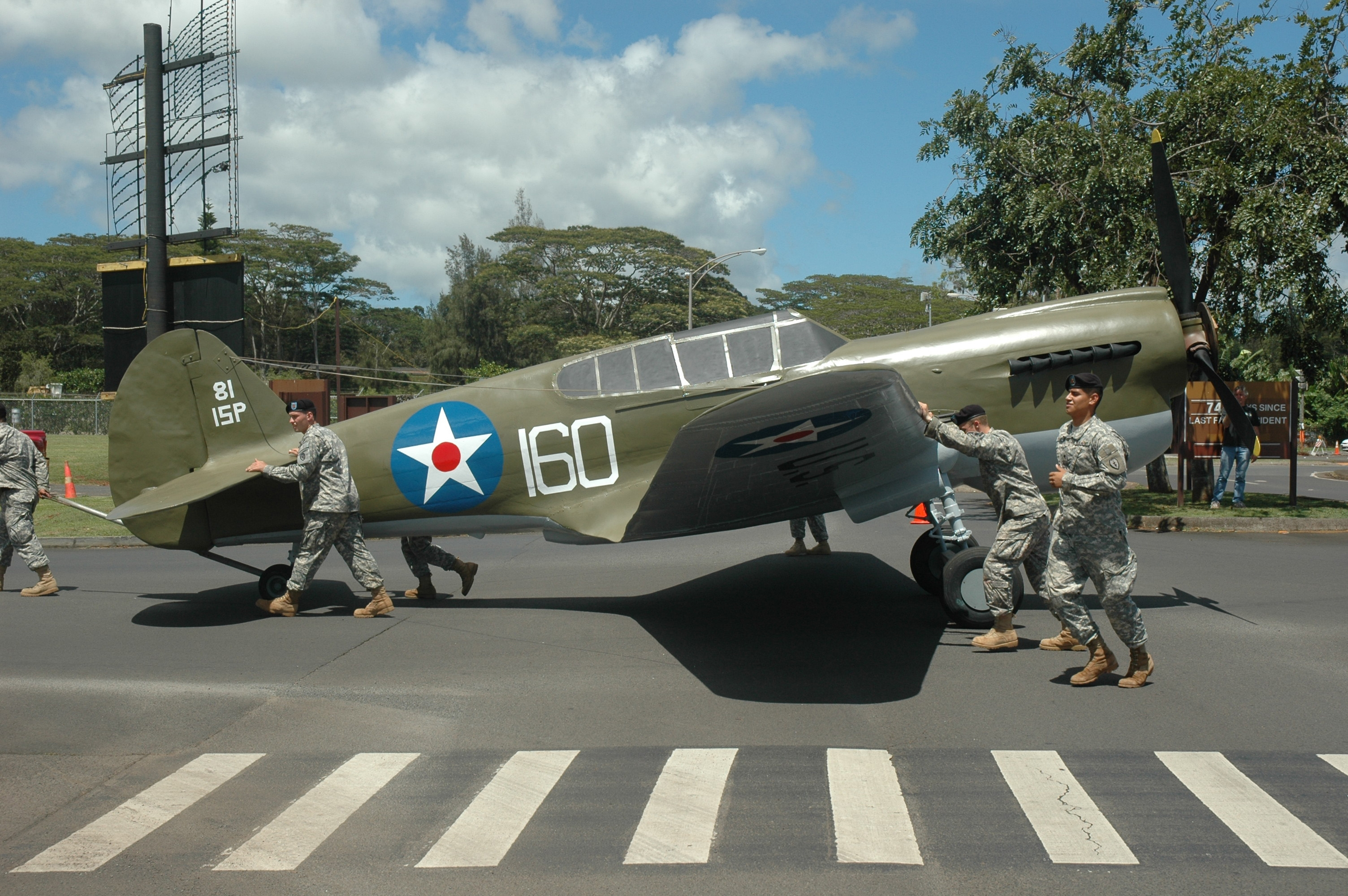
『トラ・トラ・トラ!』の撮影に用いられたP-40のプロップ
（2008年に撮影されたもの）

『スカイキャプテン ワールド・オブ・トゥモロー』
「スカイキャプテン」ことジョー・サリヴァンの愛機。ワイヤー発射機を追加するなどの改造が施されている。
『戦闘機対戦車』
北アフリカ戦線で不時着し、ドイツ戦車に追われる役として登場。
『トラ・トラ・トラ!』
日本軍の空爆を受けるホイラー飛行場などに登場。大多数の機が為す術もなく地上で撃破されるが、補助飛行場に退避していた2機のみは離陸に成功し、零戦や九七艦攻を迎撃して撃墜している。
滑走中に撃破され、外れたプロペラが音を立てて地面を転がる描写は当作のアクションシーンとして著名である。ただし、クラッシュシーンでは内部にトラスフレームが見えることからもわかるように（実機はモノコック構造）、これらは撮影用のプロップである。
『パール・ハーバー』
ヨーロッパ戦線でのレイフの愛機。また、真珠湾攻撃の中、レイフとダニーがP-40を駆って日本軍機を迎撃する。
『1941』
ワイルド・ビル・ケルソー大尉の愛機。デスヴァレー近郊の給油所で給油後、存在しない日本軍機を追い求めてカリフォルニア州南部を飛び回る。

### 漫画
『紫電改のタカ』
アメリカ陸軍のエース・パイロット、ジョージの愛機。紫電改に乗る滝一飛曹と、機体性能が劣りながらも互角に渡り合う。
『戦場ロマン・シリーズ』
シリーズの一編「砂に棲む鮫」にてスタンレーの愛機として登場。アフリカの砂漠地帯にあるイギリス軍秘密補給基地に、護衛機としてトマホークが1機だけ配備されている。

### ゲーム
『R.U.S.E.』
アメリカの戦闘機として登場。
『War Thunder』
アメリカツリーのRank2にP-40E-1が登場。スキンの変更でイギリス空軍（必然的にキティホークIAとなる）をはじめとする他国仕様にもできるが、アメリカツリーのままなのでイギリスツリーでの使用はできない。
『World of Warplanes』
アメリカツリーのTierVにHawk 81型とHawk 87型が登場。